# 小正月の訪問者
小正月の訪問者（こしょうがつのほうもんしゃ）は、小正月に仮装をして家々を回る伝統行事及びその人物を指す民俗学上の総称である。

## 概要
新年最初の満月の晩に歳神が訪れ祝福を与えるという信仰に基づく行事である。具体的な行事には様々なバリエーションがあるが、小正月の夜に仮装をした者が家々を訪問するものが多い。訪問者は、縁起物を渡したり、祝儀を受け取ったり、水をかけられたりする。
小正月の訪問者の類型に属する行事の代表的なものには、秋田県のなまはげや、東北地方及び九州地方に分布するカセ鳥等がある。